# The Making of ‘A Night at the Opera’
A The Making of ‘A Night at the Opera’ egy 2005-ös DVD, amely a Queen együttes 1975-ös A Night at the Opera című albumának elkészítését dokumentálja. Az alapot jelentő 50 perces dokumentumfilmet 2005. december 18-án vetítették le az angol BBC 2-es televízió adásában. Létezik a kiadványnak egy duplalemezes verziója, amely tartalmazza az album 30. évfordulós, feljavított hangzású DVD kiadását is (ez 2005 végén önállóan is megjelent).
A lemez fókuszában az album dalainak háttere áll, mindegyikhez rövid dokumentumfilm készült, amely esetenként korabeli előadások részleteit is tartalmazza:
1. Death on Two Legs (3:34)
2. Lazing on a Sunday Afternoon (3:31)
3. I’m in Love with My Car (3:45)
4. You’re My Best Friend (6:14)
5. ’39 (3:34)
6. Sweet Lady (1:09)
7. Seaside Rendezvous (3:01)
8. The Prophet’s Song (11:36)
9. Love of My Life (4:50)
10. Good Company (3:22)
11. Bohemian Rhapsody (10:12)
12. God Save the Queen (5:02)

## Feliratok
- Német
- Angol
- Spanyol
- Francia
- Olasz
- Holland
- Portugál